# クレム・クレムソン

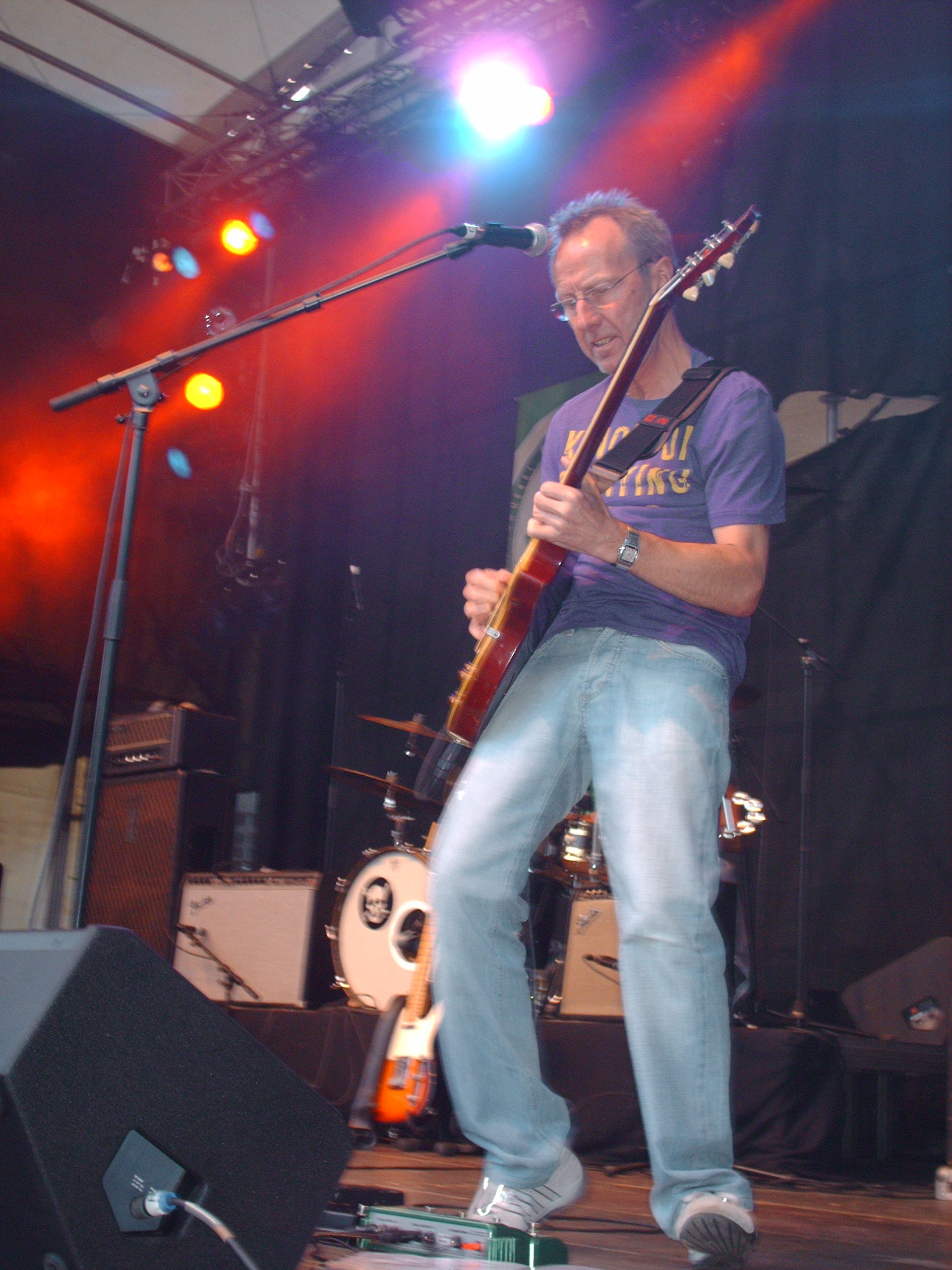
クレム・クレムソン（2008年）

クレム・クレムソン（Clem Clempson、1949年9月5日-）は、イングランドのロック・ギタリスト。コロシアム、ハンブル・パイなどのバンドで活躍した。

## 略歴
1968年から1969年まで3人編成のベイカールーのギタリストとして活躍。1969年には、ジェイムス・リザーランドの後任としてコロシアムに加入。
1971年にコロシアムが解散した後、ピーター・フランプトンの後任としてハンブル・パイに加入。スティーヴ・マリオットとのツイン・ギター体制を支えた。
1975年にハンブル・パイが解散すると、同バンドのベーシストだったグレッグ・リドリーと共に、ドラマーのコージー・パウエルを誘ってストレンジ・ブリューを結成した。同年、リッチー・ブラックモアの後任としてディープ・パープルへの加入が検討された。
彼の演奏はマリオットのレア音源集であるSteve Marriott's All Stars名義のアルバム『クリアー・スルー・ザ・ナイト』でも聴ける。1980年のハンブル・パイ再結成には参加していない。
彼はジャック・ブルース、ビリー・コブハム、デヴィッド・サンシャス、マンフレッド・マン、ボブ・ディラン、クリス・デ・バー、ジョン・アンダーソンといったミュージシャンたちのゲスト・プレイヤーとしても活躍している。
映画への楽曲提供も行っており、『エビータ』『G.I.ジェーン』『キャメロット・ガーデンの少女』『007 トゥモロー・ネバー・ダイ』などの作品にその名がクレジットされている。1999年のロマンティック・コメディ『ノッティングヒルの恋人』では、オスカーを受賞したトレヴァー・ジョーンズの依頼でアレンジを手がけている。
1994年に再結成したコロシアムに参加して、現在までそのギタリストを務めている。

## ディスコグラフィ

### ソロ・アルバム
- Rock Odyssey The Rock Guitar Album (1988年) ※Nigel Jenkinsと連名
- Beyond the Blues (1992年)
- Guitar Naturally (1993年) ※Bob Fosterと連名
- The Rock Guitar Album (1993年) ※Jan Cyrka、Curtis Schwartzと連名
- Rhythm & Blues (1997年)
- Acoustic Connection (1999年)
- Loaded (2001年)
- In The Public Interest (2013年)